# Ice Climber
Ice Climber — відеогра в жанрі платформер, розроблена і випущена компанією Nintendo 1985 року.

## Сюжет та ігровий процес
Згідно із сюжетом, що розкривається в посібнику користувача, два ескімоси, Попо (Popo, ポポ) і Нана (Nana, ナナ) переслідують через 32 ігрових рівні кондора (コンドル), що вкрав у них овочі.
Гравець, керуючи озброєним киянкою ескімосом, повинен прокласти шлях нагору, пробиваючи проломи в заледенілих перекладинах. Нагорі йому доведеться зловити самого кондора. У цьому йому заважають різні супротивники: морські котики (Topi, トッピー), ворони (Nitpicker, ニットピッカー) і білі ведмеді (Polar Bear, ホワイトベア). Кожен із них діє по-особливому. Морські котики можуть згодом закладати проломи, які пробив гравець, ворони можуть безперешкодно пролітати через перекладини, а білий ведмідь, якщо гравець забарився, стрибком на місці змушує ігровий екран зміститися вгору. Діставшись вершини гори, гравець може зібрати вкрадений овоч (зазвичай це баклажан). На самій вершині гравцю доведеться зловити злодія-кондора.
У міру проходження замість звичайних крижаних блоків з'являється наморозь, а також вертикальні перегородки і платформи, що рухаються горизонтально. Швидкість супротивників при цьому починає зростати.
У грі також передбачено кооперативний режим проходження двома гравцями, причому вони можуть як суперничати один з одним, так і проходити рівні спільно.

## Розробка та випуск
Ice Climber — одна з ігор, які випущено одночасно з початком продажу консолі NES у Північній Америці. Згодом Nintendo перевидавала гру для своїх провідних консолей, вносячи деякі зміни в дизайн та ігровий процес. Так, у версії для NEC PC-8801 скорочено колірну палітру і перероблено ігровий екран, а версія для аркадного автомата Nintendo VS. System під назвою Vs. Ice Climber (яп. VSアイスクライマー, VS Aisu Kuraimā) мала анімовану заставку, можливість вибору рівня, додаткові ігрові та бонусні рівні та нових супротивників.
Також були відмінності і в регіональних версіях — у північноамериканській та європейській версіях були зовсім інші вороги: замість морських котиків були невеликі єті, а замість кондора на деяких рівнях — великий метелик.
| Назва                       | Дата | Платформа                                            | Примітки                        |
| --------------------------- | ---- | ---------------------------------------------------- | ------------------------------- |
| Ice Climber                 | 1985 | NES/Famicom                                          | [ 2 ]                           |
| Ice Climber                 | 1985 | NEC PC-8801                                          | видавець Hudson Soft            |
| Vs. Ice Climber             | 1985 | Аркадний автомат                                     | Nintendo Vs. Series             |
| Ice Climber                 | 1988 | Famicom Disk System                                  | порт Vs. Ice Climber            |
| Ice Climber-e               | 2002 | e-Reader                                             | для e-Reader і Game Boy Advance |
| Ice Climber                 | 2004 | Game Boy Advance                                     | Класична серія NES              |
| Ice Climber                 | 2007 | Wii                                                  | Virtual Console                 |
| Ice Climber                 | 2011 | 3DS                                                  | Virtual Console                 |
| Ice Climber                 | 2013 | Wii U                                                | Virtual Console                 |
| Ice Climber                 | 2016 | Nintendo Classic Mini: Nintendo Entertainment System |                                 |
| Ice Climber                 | 2018 | Nintendo Switch                                      | Nintendo Switch Online          |
| Arcade Archives ICE CLIMBER | 2019 | Nintendo Switch                                      | Arcade Archives                 |

## Відгуки
| Агрегатор    | Оцінка  |
| ------------ | ------- |
| GameRankings | 64,06 % |